# Jagodična kost
Jagodična kost (lat. os zygomaticum) parna je kost lubanje koja čini podlogu jagodice, a sudjeluje u oblikovanju očnice (lat. orbita).

## Strukture
Na jagodičnoj kosti razlikujemo tri ploštine i dva izdanka. 
- čeoni izdanak (lat. processus frontalis)
- sljepoočni izdanak (lat. processus temporalis) - sastavnica zigomatičnog luka (lat. arcus zygomaticus)
- malarna ploština (lat. facies malaris) je konveksna i u sredini ima otvor foramen zygomaticofaciale (lat.), a služi i za polazište mišića musculus zygomaticus (lat.)
- sljepoočna ploština (lat. facies temporalis) čini prednju stijenku sljepoočne udubine (lat. fossa temporalis) i sadrži otvor foramen zygomaticotemporale (lat.)
- orbitalna ploština (lat. facies orbitalis) oblikuje lateralni zid i prednji rub očnice. Na orbitalnoj ploštini nalazi se otvor foramen zygomaticoorbitale (lat.) kanalića koji prolazi kroz kost. Kanalić se u svom toku kroz kost podijeli na dva kanalića koji se otvaraju jedan na sljepoočnoj, a drugi na malarnoj ploštini.

## Spojevi s ostalim kostima
Jagodična kost spojena je s čeonom kosti (lat. os frontale), klinastom kosti, sljepoočnom kosti i gornjom čeljusti.